# Basho Records
Basho Records is een Brits platenlabel dat hedendaagse jazz uitbrengt. 
Op het in Londen gevestigde label is muziek uitgekomen van onder meer Kit Downes, Christoph Stiefel, Trish Clowes, Nikki Iles, The Impossible Gentlemen, Julian Siegel, Gwilym Simcock, Huw Warren (met o.m. Peter Herbert), Julian Arguelles, Liam Noble, Alec Dankworth, Paul Booth, Tim Lapthorn, Iain Ballamy, Chris Laurence, Christian Brewer, Frank Harrison, Mark Lockheart, Chris Higginbottom, Geoff Eales, Stan Sulzmann en Tony Woods.